# Бабушкин, Владимир Матвеевич
Владимир Матвеевич Бабушкин (7 марта 1949, Ташкент, Узбекская ССР, СССР — 25 июля 2012, Воронеж, Россия) — советский и российский военачальник. Участник Афганской войны (1979—1989), полковник.

## Биография и военная карьера
Родился 7 марта 1949 года в городе Ташкенте Узбекской ССР в семье военнослужащего. В 1966 году, по окончании школы поступил на обучение в  Каспийское высшее военно-морское Краснознамённое училище имени С. М. Кирова.
После землетрясения в Ташкенте в 1968 году, уроженцев города вернули на его восстановление, а курсанта Бабушкина в дальнейшем перевели на обучение в Ташкентское высшее общевойсковое командное училище имени В. И. Ленина (ТВОКУ). В 1971 году Бабушкин окончил ТВОКУ.
1971—1974 — командир взвода в разведывательной роте 324-го мотострелкового полка 34-й мотострелковой дивизии Уральского военного округа в городе Перми.
1974—1978 — командир 197-й отдельной роты специального назначения Уральского военного округа в городе Арамиле Свердловской области.
Февраль 1978 — сентябрь 1979 — командир учебного мотострелкового батальона на БМП в 78-й мотострелковой дивизии Уральского военного округа в городе Чебаркуле Челябинской области.
К 1982 году оканчивает обучение в Военной академии им. М. В. Фрунзе по профилю «Специальная разведка». С 1982 года — заместитель командира 15-й отдельной бригады специального назначения в городе Чирчике Узбекской ССР Туркестанского военного округа.
1984—1986 — командир 15-й отдельной бригады специального назначения (15-я обрспн). С марта 1985 года, с вводом 15-й обрспн в Республику Афганистан принимал участие в планировании и проведении боевых действий.
Полковник Бабушкин, как командир одной из двух бригад специального назначения в составе ОКСВА, являлся ключевым участником выполнения комплекса войсковых мероприятий под обозначением Приграничная зона «Завеса»
С апреля 1986 по 1993 годы Бабушкин проходил службу в штабе Главного командования войсками Юго-западного направления в должностях старшего офицера специальной разведки, заместителя начальника управления кадров, начальник штаба — заместителем командующего войсками Противовоздушной обороны Юго-западного направления. В апреле 1993 года Бабушкин вышел в отставку.
После увольнения с военной службы В. М. Бабушкин активно занимался военно-патриотической работой. Был председателем общественной организации ветеранов войны в Афганистане города Воронеж. Скончался 25 июля 2012 года на 64-м году жизни, после тяжелой болезни. Похоронен в Воронеже. На доме № 292 по улице 9 Января, в котором он жил с 1994 года, 12 февраля 2014 года установлена памятная доска.

## Награды
Полковник Бабушкин был награждён:
- Орден Красного Знамени
- Орден Красной Звезды
- Орден За службу Родине в Вооружённых Силах СССР 3 степени
- Юбилейные медали